# Grupo Corpo
Grupo Corpo ist eine brasilianische Tanz- und Ballettkompanie. Die Gruppe tritt international auf und gilt bei Musikkritikern als Verkörperung des brasilianischen. Sie sind bekannt für ihre anspruchsvolle Choreografie des Modern Dance und Balletts. 

## Geschichte
Grupo Corpo wurde 1975 in Belo Horizonte von Paulo Pederneiras gegründet. Es handelt sich um ein Ensemble für zeitgenössischen Tanz. Sie machten während ihrer Geschichte mehrere Änderungen in Stil und Struktur durch. Tanz und Musik auf brasilianischer Basis blieb dabei der rote Faden. Ihr erstes Ballett Maria Maria wurde von 1976 bis 1982 aufgeführt, in Brasilien, aber auch in 14 weiteren Ländern. 

## Veröffentlichungen (Auswahl)
- 2001: Grupo Corpo - Festhaus Baden-Baden enthält die Stücke Bach und O Corpo, inszeniert von Rodrigo Pederneiras. (Doppel-DVD, erscheinen bei Arthaus Musik)